# Carroll (Iowa)
Pour les articles homonymes, voir Carroll.
La ville de Carroll est le siège du comté de Carroll, dans l’État de l’Iowa, aux États-Unis. Sa population s’élevait à 10 103 habitants lors du recensement de 2010, estimée à 9 812 habitants en 2018.

## Géographie
Selon le Bureau du recensement des États-Unis, la ville a une superficie totale 14,74 km2, exclusivement terrestre.
Carroll est située le long de la Raccoon.

## Histoire
Carroll était la maison de Cyrus Mark qui y établit un magasin de nouveautés, en 1876. Son fils, Clayton Mark, était un magnat de l'acier qui avait fondé Marktown, une communauté de travailleurs.
La localité a été nommée en hommage à Charles Carroll de Carrollton, signataire de la déclaration d'indépendance des États-Unis.
En 1855, un gouvernement de comté a été mis en place dans la ville de Carrollton. Trois ans plus tard, un tribunal a été construit pour un coût approximatif de 3,000 $. La construction a été entreprise par Nelson Moore, mais il est mort en ayant seulement achevé le premier étage. Le deuxième étage a été complété L. J. Hampton.
En 1869, la ville de Carroll, traversée par la ligne de chemin de fer a été choisie comme chef-lieu, remplaçant de fait et non sans protestation la ville de Carrollton. Le chemin de fer allant de Chicago au Nord-Ouest a disposé la ville et a construit son premier bâtiment, un entrepôt. Plus tard un tribunal de 4.000 $ a été construit sur la place de la ville. Cette construction a été utilisée jusqu'à ce qu'il ait entièrement brûlé, en 1886. Les chambres fortes et les rapports étaient intacts, cependant, le tribunal s'est déplacé vers un logement provisoire dans le bâtiment du music-hall de Drees et Joyce.
L'hiver suivant un crédit de 40.000 $ a été approuvé pour la construction d'un nouveau tribunal. L'imposant bâtiment a été construit au coin nord-ouest de la place de la ville, à l'emplacement de l'actuel parking du tribunal. Le bâtiment fait de pierres et de briques, complété par une tour-horloge, a été utilisé durant plus de 90 ans. Depuis 1965, il a été remplacé par un bâtiment d'aspect plus moderne.
Un crédit de 750.000$ a été utilisé pour construire et équiper le nouveau tribunal. Cette construction a été officiellement inaugurée le 24 septembre 1966. Le moment fort de la cérémonie a été l'ouverture des boîtes scellés dans la pierre angulaire de l'ancien édifice. Dès lors, la cloche l'ancienne tour-horloge sied devant l'entrée du tribunal. Source : Marie Hackett, Conservateur du Musée Historique du Comté Carroll, 1991.

## Démographie

### Recensement de 2000
D'après le recensement de 2000, il y avait 10.106 personnes, 4.173 foyers et 2.649 familles résidant dans la ville. La densité de population était de 704,3 personnes par kilomètre carré. Il y avait 4.431 unités de logement à une densité moyenne de 308,8 par kilomètre carré. Le panel ethnique de la ville était de 98,57 % de Blancs, 0,18 % d'Afro-Américains, 0,10 % d'Amérindiens, 0,51 % d'Asiatiques, 0,28 % d'autres ethnies et 0,37 % de multi-ethniques. Les Hispaniques et Latinos représentaient 0,57 % de la population.
Il y avait 4.173 foyers, dont 31,8 % avaient des enfants de moins de 18 ans vivant avec eux, 51,7 % étaient des couples mariés vivant ensemble, 8,9 % étaient des femmes sans la présence du mari et 36,5 % étaient des personnes vivant seules. 31,9 % de tous les foyers étaient composés de personnes vivant seules et 16,2 % étaient des personnes âgées de plus de 65 ans. La taille moyenne du foyer était de 2,36 et la taille moyenne de la famille était de 2,99.
Composition de la population : 25,9 % avaient moins de 18 ans, 8,0 % de 18 à 24, 26,0 % de 25 à 44, 20,4 % de 45 à 64 et 19,7 % avaient 65 ans ou plus. L'âge médian était de 39 ans. Pour 100 femmes il y avait 89,5 hommes. Pour 100 femmes de plus de 18 ans, il y avait 85,1 hommes.
Le revenu moyen pour un ménage était de 39.854 $ et le revenu moyen pour une famille était de 51.020 $. Les hommes avaient un revenu moyen de 31.124 $ contre 22.215 $ pour les femelles. Le revenu par habitant était de 20.442 $. Environ 3,4 % des familles et 5,2 % de la population étaient en dessous du seuil de pauvreté, 3,8 % d'entre eux avaient de moins de 18 ans et 7,4 % avaient 65 ans ou plus.
L'âge médian était de 42 ans. 23,9 % des résidents étaient âgés de moins de 18 ans ; 6,9 % avaient entre 18 et 24 ans ; 22,7 % avaient entre 25 et 44 ans ; 26,7 % avaient entre 45 et 64 ans et 19,7 % avaient 65 ans ou plus. La ville était composée de 52,9 % de femmes et de 47,1 % d'hommes.

### Recensement de 2010
D'après le recensement de 2010, il y avait 10.103 personnes, 4.357 foyers et 2.605 familles résidant dans la ville. La densité de population était de 685,6 personnes par kilomètre carré. Il y avait 4.698 unités de logement à une densité moyenne 318,8 par kilomètre carré. Le panel ethnique de la ville était de 96,0 % de Blancs, 0,50 % d'Afro-Américains, 0,10 % d'Amérindiens, 0,70 % d'Asiatiques, 1,5 % d'autres ethnies et 1,3 % de multi-ethniques. Les Hispaniques et Latinos représentaient 2,4 % de la population.
Il y avait 4.357 foyers, dont 28,6 % avaient des enfants de moins de 18 ans vivant avec eux, 47,7 % étaient des couples mariés vivant ensemble, 9,0 % étaient des femmes sans la présence du mari, 3,1 % étaient des hommes sans la présence de l'épouse et 40,2 % étaient des personnes vivant seules. 35,5 % de tous les foyers étaient composés de personnes vivant seules et 16,7 % étaient des personnes âgées de plus de 65 ans. La taille moyenne du foyer était de 2,25 et la taille moyenne de la famille était de 2,91.

## Personnalités liées à la ville
Le sociologue Everett Rogers est né à Carroll en 1931.
- Lance Cade, lutteur professionnel
- Adam Haluska, basketteur professionnel
- Ken Henderson, (né en 1946) joueur en Major League Baseball de 1965-1980
- Mary Lundby, (1948-2009) Ancien sénateur du 18e District de l'État d'Iowa
- Nick Nurse, entraîneur de basketball pour la franchise Energy de l'Iowa
- Everett Rogers, spécialiste en communication
- Joe Slade Blanc, consultant médiatique démocrate

## Source
- (en) Cet article est partiellement ou en totalité issu de l’article de Wikipédia en anglais intitulé « Carroll, Iowa » (voir la liste des auteurs).

1. ↑  (en) « US Gazetteer files 2010 », Bureau du recensement des États-Unis (consulté le 11 mai 2012)
2. 1 2  Smith, S. & Mark, S. (2011). Marktown: Clayton Mark's Planned Worker Community in Northwest Indiana. South Shore Journal, 4. http://www.southshorejournal.org/index.php/issues/volume-4-2011/82-marktown-clayton-marks-planned-worker-community-in-northwest-indiana
3. ↑  « Carroll County », sur carroll.ia.us via Wikiwix (consulté le 10 octobre 2023).
4. ↑  (en) « Population and Housing Unit Estimates » (consulté le 16 août 2019)
5. ↑  (en) « Census of Population and Housing » [archive du 26 avril 2015], Census.gov (consulté le 4 juin 2015)